# مدرسه انگلیسی خلیج فارس کویت
مدرسهٔ انگلیسی خلیج فارس کویت یک مدرسهٔ بین‌المللی خصوصی و مختلط است که در حومهٔ سالمیه در کشور کویت واقع شده‌ است. این مدرسه دانش‌آموزان ۴ تا ۱۸ ساله را به‌صورت گزینشی پذیرش می‌کند. بیشتر برنامه‌های آموزشی مدرسه بر پایهٔ برنامهٔ درسی ملی انگلستان استوار است. دانش‌آموزان سال دهم و یازدهم—به‌جز دانش‌آموزان جهشی سال نهم—برنامه‌هایی را می‌گذرانند که منجر به اخذ گواهی عمومی آموزش متوسطه و گواهی بین‌المللی عمومی آموزش متوسطه می‌شود. دانش‌آموزان دورهٔ ششم نیز برای شرکت در آزمون‌های ادکس‌ل در سطوح مدرک پیشرفتهٔ عمومی آماده می‌شوند.
مدرسهٔ انگلیسی خلیج فارس کویت از سامانهٔ یادگیری شتاب‌یافته بهره می‌برد؛ در این سامانه، دانش‌آموزان نیمی از آزمون‌های خود را در سال دهم و نیم دیگر را در سال یازدهم می‌گذرانند.
شجون حجری از دانش‌آموخته‌های این مدرسه است.